# Middelbaar middenstandsonderwijs
Het middelbaar middenstandsonderwijs of mmo is een voormalige Nederlandse onderwijsterm. Het mmo was een voorbereiding op beroepen in ondernemingen, verkoop- en winkelpraktijk. 
De structurele ontwikkeling in het midden- en kleinbedrijf, zoals die indertijd kon worden waargenomen, stelde
steeds hogere eisen aan de ondernemers, met name voor wat betreft hun bedrijfseconomische en commerciële inzichten. In
het geheel van onderwijsvoorzieningen vervulde de school voor middelbaar middenstandsonderwijs dan ook een belangrijke
functie. Deze school had ten doel de leerlingen voor te bereiden op een zelfstandige uitoefening van functies op middelbaar niveau in bovengenoemde sector van het bedrijfsleven. Deze voorbereiding zou zo breed mogelijk moeten zijn met de nadruk op de bedrijfseconomische en commerciële kennis, zowel theoretisch als praktisch.
Leerlingen konden met dit diploma op zak zelfstandig ondernemer worden. Een diploma mmo kon worden gezien als gelijkwaardig met bepaalde vakbekwaamheid diploma's.  